# 世界宇宙飛行の日

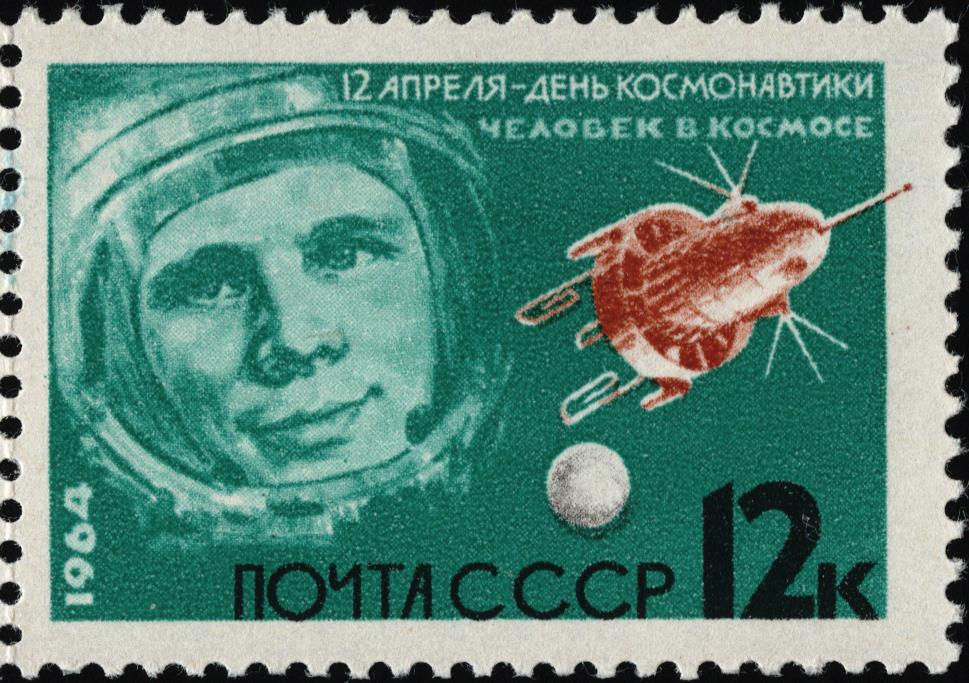
ソ連の切手(1964年)

世界宇宙飛行の日（せかいうちゅうひこうのひ、英：International Day of Human Space Flight）は、1961年4月12日、世界初の人を乗せた人工衛星ヴォストーク1号がソビエト連邦によって打ち上げられたことを記念する記念日。国際連合総会が2011年4月7日に決議し、4月12日が世界宇宙旅行の日に制定された。
このとき、人類で初めて宇宙に行ったユーリ・ガガーリンの、「地球は青かった」の言葉は、世界に残る名言になっている。
また、NASAのスペースシャトル『コロンビア』の最初のフライトも20年後の1981年4月12日に打ち上げられているが、これは当初の打ち上げ予定から2日延期された結果、偶然4月12日になったものである。